# Ciclo azufre-yodo
El ciclo azufre-yodo (ciclo S-I) es un ciclo termoquímico de tres etapas utilizado para producir hidrógeno.
El ciclo S-I consta de tres reacciones químicas cuyo reactante neto es el agua y cuyos productos netos son el hidrógeno y el oxígeno. Todos los demás productos químicos se reciclan. El proceso S-I requiere una fuente eficiente de calor. 

## Descripción del proceso
Las tres reacciones combinadas para producir hidrógeno son las siguientes:
I2 + SO2 + 2 H2O - calor→ 2 HI + H2SO4 (120 °C (250 °F)) (reacción de Bunsen).
A continuación, el HI se separa por destilación o separación gravítica líquido/líquido.
2 H2SO4 + calor→ 2 SO2 + 2 H2O + O2 (830 °C (1.530 °F))
El agua, el SO2 y el H2SO4 residual deben separarse del subproducto oxígeno por condensación.
2 HI + calor → I2 + H2 (450 °C (840 °F))
El yodo y cualquier agua o SO2 que lo acompañe se separan por condensación, y el producto hidrógeno permanece como gas.
Reacción neta: 2 H2O → 2 H2 + O2
Los compuestos de azufre y yodo se recuperan y reutilizan, de ahí la consideración del proceso como un ciclo. Este proceso S-I es una máquina química de calor. El calor entra en el ciclo en las reacciones químicas endotérmicas de alta temperatura 2 y 3, y el calor sale del ciclo en la reacción exotérmica de baja temperatura 1. La diferencia entre el calor que entra y el que sale del ciclo lo hace en forma de calor de combustión del hidrógeno producido. 

## Características

### Ventajas
- Proceso totalmente fluido (líquidos, gases), por lo que es muy adecuado para la producción continua
- Alta eficiencia térmica prevista (alrededor del 50%)
- Sistema completamente cerrado sin subproductos ni efluentes (aparte de hidrógeno y oxígeno)
- Apto para su aplicación con fuentes de calor solares, nucleares e híbridas (p. ej., solar-fósil), si se pueden alcanzar temperaturas suficientemente altas
- Más desarrollados que los procesos termoquímicos competidores
- Escalable desde una escala relativamente pequeña hasta aplicaciones enormes
- Sin necesidad de catalizadores o aditivos caros o tóxicos.
- Más eficiente que la electrólisis del agua (~70-80% de eficiencia) utilizando electricidad derivada de una central térmica.
- Calor residual apto para calefacción urbana si se desea la cogeneración

### Desventajas
- Se requieren temperaturas muy elevadas (al menos 850 °C), inalcanzables o difíciles de conseguir con los actuales reactores de agua a presión o la energía solar concentrada.
- Se utilizan reactivos corrosivos como intermediarios (yodo, dióxido de azufre, ácido hidriódico, ácido sulfúrico); por lo tanto, se necesitan materiales avanzados para la construcción de los aparatos de proceso
- Se requiere un desarrollo adicional significativo para que sea viable a gran escala
- En el intervalo de temperaturas propuesto, las centrales térmicas avanzadas pueden alcanzar eficiencias (producción eléctrica por aporte de calor) superiores al 50%, lo que anula en cierta medida la ventaja de la eficiencia.
- En caso de fuga, se liberan al medio ambiente sustancias corrosivas y algo tóxicas, entre ellas yodo volátil y ácido yodhídrico.
- Si se va a utilizar hidrógeno para generar calor en el proceso, las altas temperaturas requeridas hacen que los beneficios en comparación con el uso directo del calor sean cuestionables.
- Imposibilidad de utilizar fuentes de energía no térmicas o térmicas de baja calidad, como la energía hidroeléctrica, la energía eólica o la mayor parte de la energía geotérmica disponible en la actualidad.

## Investigación
El ciclo S-I se inventó en General Atomics en los años 70. La Agencia de Energía Atómica de Japón (JAEA) ha realizado con éxito experimentos con el ciclo S-I en el reactor de prueba de alta temperatura refrigerado por helio, un reactor que alcanzó la primera criticidad en 1998, la JAEA tiene la aspiración de utilizar más reactores nucleares de muy alta temperatura de generación IV (VHTR) para producir cantidades de hidrógeno a escala industrial. (Los japoneses denominan a este ciclo «ciclo IS».) Se han elaborado planes para probar sistemas automatizados de producción de hidrógeno a mayor escala. En virtud de un acuerdo de la Iniciativa Internacional de Investigación sobre Energía Nuclear (INERI), la CEA francesa, General Atomics y Sandia National Laboratories están desarrollando conjuntamente el proceso azufre-yodo. También se están llevando a cabo otras investigaciones en el Laboratorio Nacional de Idaho y en Canadá, Corea e Italia. 

## El reto de los materiales
El ciclo S-I implica operaciones con productos químicos corrosivos a temperaturas de hasta unos 1.000 °C (1.830 °F). La selección de materiales con suficiente resistencia a la corrosión en las condiciones del proceso es de vital importancia para la viabilidad económica de este proceso. Los materiales sugeridos incluyen las siguientes clases: metales refractarios, metales reactivos, superaleaciones, cerámicas, polímeros y revestimientos. Algunos materiales sugeridos incluyen aleaciones de tántalo, aleaciones de niobio, metales nobles, aceros con alto contenido en silicio, varias superaleaciones con base de níquel, mullita, carburo de silicio (SiC), vidrio, nitruro de silicio (Si3N4) y otros. Investigaciones recientes sobre la creación de prototipos a escala sugieren que las nuevas tecnologías de superficie de tántalo pueden ser una forma técnica y económicamente viable de realizar instalaciones a mayor escala.

## Economía del hidrógeno
El ciclo azufre-yodo se ha propuesto como una forma de suministrar hidrógeno para una economía basada en el hidrógeno. No requiere hidrocarburos como los métodos actuales de reformado con vapor, pero sí calor procedente de la combustión, reacciones nucleares o concentradores de calor solar.